# Louis Aliot

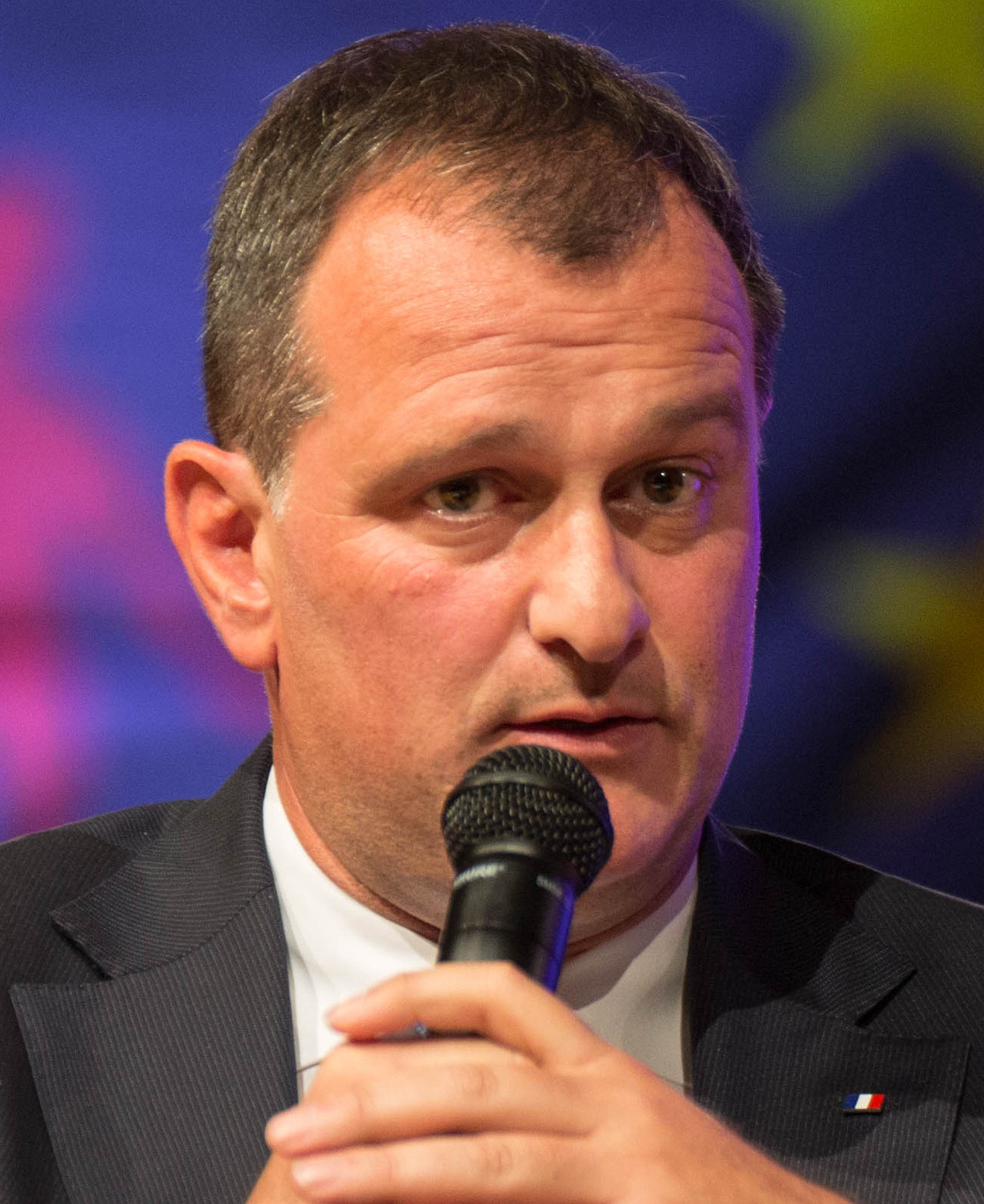

Louis Aliot (sinh ngày 1969 tại Toulouse, Haute-Garonne, Occitanie) là một chính trị gia Pháp.